# Yuzuki Aikawa
Yuzuki Aikawa (en japonés: 愛川 ゆず季; romanizado: Aikawa Yuzuki) (Niihama, Ehime; 16 de mayo de 1983) es una actriz, gravure idol y luchadora profesional retirada japonesa. Tras comenzar su carrera como modelo en 2003, Aikawa se convirtió en una de las principales gravure idols del país asiático, ganándose el apodo de "la reina del fotograbado de la nueva generación" al aparecer en varias revistas masculinas, campañas publicitarias, películas, programas de televisión y videojuegos.
En 2010, Aikawa pasó a la lucha libre profesional y se unió a la recién fundada promoción World Wonder Ring Stardom, convirtiéndose en su cara pública y en la titular inaugural de los campeonatos Goddess of Stardom y Wonder of Stardom. El primer año de Aikawa en la lucha profesional terminó con la revista Tokyo Sports nombrándola luchadora femenina del año 2011. Un año más tarde, tras defender con éxito el Wonder of Stardom Championship durante todo el año, al tiempo que ganaba el GP inaugural 5★Star, Aikawa se convirtió en la primera luchadora en ganar el premio dos veces consecutivas.
Aikawa también produjo seis eventos propios de lucha libre independiente bajo el nombre de Yuzupon Matsuri, en la línea de los antiguos eventos Fuka Matsuri de su entrenadora Fuka Kakimoto. Aikawa se retiró de la lucha libre profesional el 29 de abril de 2013. Nunca fue derrotada por ninguno de sus campeonatos, siendo despojada del Goddess of Stardom Championship en octubre de 2012, tras la lesión de su compañera Yoko Bito, y renunciando al Wonder of Stardom Championship un mes antes de su último combate.

## Carrera de modelaje
Aikawa comenzó su carrera como modelo en 2003, apareciendo principalmente en revistas masculinas, llegando a ser apodada la "reina del fotograbado de la próxima generación". En 2005, Aikawa ganó el concurso Nittelegenic para convertirse en modelo oficial de Nippon Television. Aikawa también puso voz al personaje de Yuzu en el videojuego Yakuza de 2005. Al año siguiente, Aikawa fue elegida como reina de la carrera de la serie Super GT, a la vez que formaba el dúo Ooparts con la también gravure idol Hitomi Aizawa, con quien llegó a publicar el álbum Himitsu no Bomber.
En 2008, Aikawa pasó a formar parte de un grupo de idols Bakunyu Sentai Pai Ranger, una versión paródica de Super Sentai, que lanzó una película y un álbum. A finales de 2009, Aikawa aceptó un reto realizado por el programa de televisión Gakeppuchi de Tokyo Broadcasting System para conseguir 20 millones de visitas en su blog en tres meses o retirarse de la industria del entretenimiento. Aikawa abrió su nuevo blog GREE el 25 de septiembre y alcanzó su vigésimo millón de visitas tan solo tres semanas después, el 17 de octubre.
En 2011, Aikawa apareció en un anuncio para PlayStation 3. También apareció en el vídeo musical de 2011 de Monobright para su canción Wonder World. A finales de 2011, Aikawa apareció como Itsuka Makihara en el drama televisivo Welcome to the El-Palacio. Durante la primera semana de julio de 2013, Aikawa presentó la gira japonesa de la WWE para el canal J Sports. Como parte del trabajo, también apareció en WWE.com. En abril de 2014, Aikawa comenzó a presentar el programa Stardom☆Cafe para Fighting TV Samurai, junto a su hermana menor Mizuki, que entró en la escena del tarento con su primera aparición.

## Carrera en la lucha libre
El 7 de septiembre de 2010, Aikawa, entonces conocida sobre todo como gravure idol, anunció que se pasaba a la lucha libre profesional, después de haber empezado a entrenar en mayo con la luchadora profesional retirada, artista marcial mixta y modelo Fuka Kakimoto.
Ese día, Aikawa apareció en la primera rueda de prensa de la nueva promoción World Wonder Ring Stardom de Fuka y Rossy Ogawa, y fue anunciada oficialmente como parte de su plantilla. Durante la rueda de prensa, la veterana luchadora Nanae Takahashi aceptó la petición de Aikawa de convertirse en su oponente para su próximo debut. Tras seis meses de entrenamiento bajo la dirección de Fuka y Nosawa Rongai, Aikawa hizo su esperado debut en la lucha profesional el 31 de octubre de 2010, en el evento principal de su espectáculo autoproducido Yuzupon Matsuri, enfrentándose a Takahashi.
Después de una paliza de catorce minutos, Takahashi inmovilizó a Aikawa para conseguir la victoria y, posteriormente, declaró que, dado que su oponente, ahora con el ojo izquierdo hinchado y con la cara y el pecho gravemente magullados, había soportado el castigo, había "pagado su cuota" y estaba preparada para convertirse en una verdadera luchadora profesional.
El 23 de enero de 2011, Aikawa hizo su debut en Stardom en el primer evento de la promoción, siendo aplastada por Takahashi en un combate por equipos, donde ella y Natsuki☆Taiyo se enfrentaron a Takahashi e Iris. El segundo evento del Yuzupon Matsuri tuvo lugar el 6 de febrero y en él, Aikawa derrotó a la veterana Yumiko Hotta en el evento principal para conseguir la primera victoria de su carrera. Seis días después, Aikawa consiguió su primera victoria en Stardom, derrotando a Eri Susa.
El 24 de abril, Aikawa debutó como el personaje enmascarado Yuzupon Mask, una versión femenina de Tiger Mask, y luchó contra Haruka, de nueve años, hasta un empate de tres minutos. El 15 de mayo, Aikawa luchó contra Ayumi Kurihara hasta un empate de veinte minutos en el evento principal del tercer Yuzupon Matsuri. El 12 de junio, Aikawa formó el tag team BY Hou ("BY Cannon", nombre inspirado en el antiguo tag team BI Hou de Antonio Inoki y Giant Baba) con Yoko Bito, y ambas derrotaron a Mayu Iwatani y Nanae Takahashi en su primer combate juntas.
El 26 de junio, Aikawa y Bito derrotaron a Kawasaki Katsushika Saikyou Densetsu (Natsuki☆Taiyo y Yoshiko) para conseguir el título de mejor tag team de Stardom. El 24 de julio, Aikawa derrotó a Yoshiko en un combate por decisión para convertirse en la campeona inaugural de Wonder of Stardom. Ese mismo día, Aikawa apareció en DDT Pro-Wrestling como miembro del stable TKG48, luchando en una batalla real por el campeonato Ironman Heavymetalweight de quince personas, de la que fue eliminada por Emi Sakura.
El 14 de agosto, la racha de victorias de BY Hou llegó a su fin cuando fueron derrotadas por Nanae Takahashi y la debutante Io Shirai, que aplastó a Aikawa por la victoria y luego la retó por el Wonder of Stardom Championship. El cuarto Yuzupon Matsuri se celebró el 21 de agosto y en él Aikawa derrotó a Dump Matsumoto en dos ocasiones, primero por pinfall y luego por countout. El 25 de septiembre, Aikawa defendió por primera vez el Campeonato Wonder of Stardom, derrotando a Io Shirai.
El 7 de octubre, Aikawa luchó en el evento del 40.º aniversario del debut japonés del luchador mexicano Mil Máscaras, donde ella y Sanshiro Takagi derrotaron a Mayu Iwatani y Passion Nakki (Natsuki☆Taiyo de Stardom bajo una máscara). Más tarde, en octubre, Aikawa y Bito participaron en el torneo Goddesses of Stardom Tag League, que se utilizó para determinar la campeona inaugural de Goddess of Stardom. En su primer combate, BY Hou se vengó de su anterior derrota ante Takahashi y Shirai, y Aikawa sometió a Shirai para conseguir la victoria, aprovechando el brazo que se había lesionado en su combate por el Wonder of Stardom Championship.
Tras derrotar a Arisa Hoshiki y Mayu Iwatani, y perder ante Eri Susa y Yuu Yamagata, Aikawa y Bito perdieron su último combate del round robin ante Natsuki☆Taiyo y Yoshiko el 27 de noviembre. Como resultado, tanto BY Hou como Kawasaki Katsushika Saikyou Densetsu terminaron con cuatro puntos e, inmediatamente después de su combate anterior, tuvieron otro combate para determinar las ganadoras del torneo. En el combate, Bito inmovilizó a Yoshiko para que ella y Aikawa se convirtieran en las campeonas inaugurales del Goddess of Stardom y Aikawa en la primera doble campeona de la promoción.
El 3 de noviembre, Aikawa disputó su primer combate de aniversario en el quinto Yuzupon Matsuri, en el que formó equipo con la luchadora de SMASH Syuri y perdió contra el equipo de Hiroyo Matsumoto y Nanae Takahashi. El 11 de diciembre, Aikawa apareció en la All Japan Pro Wrestling, la promoción que la había inspirado a convertirse en luchadora profesional, formando equipo con sus compañeros de reparto de la serie de televisión Welcome to the El-Palacio, Keiji Mutō y Rina Takeda, en un combate por equipos de seis personas, en el que derrotaron a Kaz Hayashi, Nanae Takahashi y Natsuki☆Taiyo.
Tres días después, la revista Tokyo Sports concedió a Aikawa el Gran Premio Joshi Puroresu 2011, nombrándola luchadora joshi del año, por delante de Kana, Meiko Satomura y Mayumi Ozaki. El 23 de diciembre, Aikawa realizó su segunda defensa con éxito del Campeonato Wonder of Stardom, derrotando a Arisa Hoshiki. Durante el evento, Aikawa también fue nombrada MVP de Stardom de 2011.
El 8 de enero de 2012, Aikawa participó en el evento principal del show de retiro de Bull Nakano, derrotando a ICE×60 de la promoción Ice Ribbon y al International Ribbon Tag Team Champion Hikaru Shida en un combate sin título de dobles campeones. En febrero, Kairi Hojo y Saki Kashima se unieron a Aikawa y Bito para formar un stable llamado Zenryoku Joshi. [Mientras tanto, la antigua rival Io Shirai formó la cuadra Planet con Arisa Hoshiki, Mayu Iwatani y Natsumi Showzuki, iniciando una rivalidad entre ambos grupos.
El primer combate entre Zenryoku Joshi y Planet tuvo lugar el 11 de febrero, cuando Aikawa, Bito y Kashima derrotaron a Shirai, Hoshiki e Iwatani, siendo Bito la que inmovilizó a Iwatani para la victoria. El 26 de febrero, Aikawa defendió por tercera vez el Wonder of Stardom Championship, derrotando a Miho Wakizawa. El 20 de marzo, Aikawa y Bito hicieron su primera defensa del Goddess of Stardom Championship, derrotando a Natsuki☆Taiyo y Yoshiko. El 8 de abril, Aikawa promocionó el sexto Yuzupon Matsuri en su ciudad natal de Niihama, formando equipo con Kairi Hojo para derrotar a Nanae Takahashi y Yuuri Haruka en el evento principal del show.
El 24 de abril, Aikawa debutó en el Pro Wrestling ZERO1, derrotando a la debutante Yuhi. El 3 de mayo, Aikawa tenía previsto defender el Campeonato Wonder of Stardom contra su compañera de tag team Yoko Bito, pero el combate tuvo que ser pospuesto, después de que Aikawa sufriera una lesión de cadera. Aikawa regresó al ring en un evento de Stardom el 20 de mayo, durante el cual Yuhi, de ZERO1, se unió a la promoción a tiempo completo, afiliándose al stable Zenryoku Joshi.
El 27 de mayo, Aikawa y Bito realizaron su segunda defensa del Goddess of Stardom Championship, derrotando a Miho Wakizawa y Nanae Takahashi. El 3 de junio, Hiroyo Matsumoto dejó Nanae Gundan para convertirse en la sexta integrante de Zenryoku Joshi. El 24 de junio, Zenryoku Joshi fue derrotada por Kawakatsu-gun en una batalla de ocho luchadoras. El 8 de julio, Aikawa derrotó a su antigua compañera de stable, Saki Kashima, en un combate de lucha contra las reglas de los leñadores. El 5 de agosto, Aikawa derrotó a su compañera de equipo Yoko Bito para realizar su cuarta defensa del Campeonato Wonder of Stardom.
El 18 de agosto, Aikawa regresó a DDT Pro-Wrestling para participar en el evento del 15º aniversario de la promoción en el Nippon Budokan. Aikawa luchó en una batalla real de trece personas por el Campeonato de Peso Pesado Ironman, de la que fue la sexta persona eliminada por Yoshiaki Fujiwara, que pasó a ganar todo el combate. Más tarde en ese mismo evento, Aikawa participó en un "Handicap Rumble match", actuando como uno de los ecualizadores de Sanshiro Takagi en su combate con Minoru Suzuki. Suzuki acabó deshaciéndose de Aikawa con una bofetada a mano abierta, antes de inmovilizar a Takagi para conseguir la victoria.
Al día siguiente, Aikawa participó en el torneo round-robin 5★Star GP2012 de Stardom, sufriendo sólo la segunda derrota en individuales de su carrera en su combate inicial contra el miembro de Kawakatsu-gun Act Yasukawa. Sin embargo, Aikawa se recuperó rápidamente de la derrota y continuó su torneo derrotando a Io Shirai el 26 de agosto y a la campeona de World of Stardom, Nanae Takahashi, el 17 de septiembre. Tras un empate contra Yoshiko y una victoria contra Yuhi, Aikawa terminó empatada en el primer puesto de su bloque de round-robin con Nanae Takahashi; sin embargo, su anterior victoria contra Takahashi le permitió pasar a la final del torneo.
El 30 de septiembre, Aikawa derrotó a Kyoko Kimura en la final para ganar el primer GP 5★Star de la historia. El 2 de octubre, Aikawa y Bito fueron despojadas del Goddess of Stardom Championship, después de que Bito quedara fuera de juego por una hernia cervical tras su combate contra Aikawa en el Campeonato Wonder of Stardom de agosto. El 14 de octubre, Aikawa se vengó de su derrota contra Act Yasukawa al derrotarla en la revancha por el Goddess of Stardom Championship. El 27 de octubre, Aikawa entró en la Goddesses of Stardom Tag League de 2012, formando equipo con Yuhi, su compañera del Zenryoku Joshi.
El 11 de noviembre, Aikawa y Yuhi, que pasaron a llamarse colectivamente "Y Dash", continuaron su torneo con una victoria sobre Thunder Rock (Io Shirai y Mayu Iwatani). El 25 de noviembre, Aikawa y Yuhi fueron derrotadas en su último combate de la ronda por Natsuki☆Taiyo y Yoshiko y, como resultado, no se clasificaron para la final del torneo. El 10 de diciembre, Aikawa se convirtió en la primera luchadora en ganar dos veces consecutivas el Gran Premio Joshi Puroresu de Tokio, quedando esta vez por delante de Meiko Satomura, Mio Shirai y Kyusei Sakura Hirota en el proceso de votación.
El 18 de diciembre, Aikawa anunció que se retiraría de la lucha libre profesional el 29 de abril de 2013. Reveló que había contemplado la retirada a lo largo del año, sintiendo que la lucha libre profesional había empezado a ser demasiado dura para su cuerpo de casi treinta años, decidiendo finalmente continuar hasta el gran evento de Stardom en Ryōgoku Kokugikan.
El 24 de diciembre, Aikawa recibió su oportunidad por el Campeonato del Mundo de Stardom, que se había ganado al ganar el GP 5★Star, pero no pudo destronar a la campeona defensora, Nanae Takahashi. Después, Aikawa se enfrentó a su compañera de stable en el Zenryoku Joshi, Kairi Hojo, que la retó a un combate por el Campeonato Wonder of Stardom.
El 11 de enero, Aikawa y Hojo firmaron los contratos para hacer oficial el combate por el título, tras lo cual Aikawa anunció que también serviría como combate de despedida del stable Zenryoku Joshi. El 14 de enero, Aikawa derrotó a Hojo para realizar su sexta defensa con éxito del Campeonato Wonder of Stardom. El 19 de enero, Aikawa disputó lo que se consideró su último combate en su prefectura natal, cuando ella, Hiroyo Matsumoto y Kairi Hojo derrotaron a Eri Susa, Miho Wakizawa y Nanae Takahashi en la ciudad de Matsuyama.
El 27 de enero, Aikawa realizó lo que se anunció como su último regreso a DDT Pro-Wrestling, formando equipo con Sanshiro Takagi en un combate por equipos mixtos, en el que fueron derrotados por Danshoku Dino y Yoshiko. Sin embargo, después solicitó un último combate en DDT, una revancha con Dino y Yoshiko bajo las reglas de la "lucha callejera". El 10 de febrero, Aikawa realizó su séptima defensa con éxito del Campeonato Wonder of Stardom contra Natsumi Showzuki. El 17 de marzo, Aikawa disputó su último combate en el Korakuen Hall de Tokio, perdiendo ante la veterana Meiko Satomura.
El 27 de marzo, Aikawa hizo su última aparición en la lucha libre fuera de Stardom, cuando ella y Sanshiro Takagi derrotaron a Danshoku Dino y Yoshiko, Jaiko Ishikawa y Kota Ibushi, y Michael Nakazawa y Miho Wakizawa en un combate callejero de cuatro DDT de 53 minutos de duración en el parque de atracciones de Hanayashiki. El 31 de marzo, Aikawa derrotó a Act Yasukawa para realizar su octava y última defensa exitosa del Campeonato Wonder of Stardom. Dos días después, Aikawa renunció al título en una conferencia de prensa, donde se anunció la tarjeta para el evento Ryōgoku Kokugikan.
El 14 de abril, Aikawa participó en un combate especial de guanteo, en el que se enfrentó a todos los luchadores de Stardom, así como a la participante sorpresa Syuri. Doce de los combates acabaron en empates de un minuto, Aikawa ganó cuatro de ellos y sufrió su única derrota en el último combate contra Yuhi. Más tarde, ese mismo día, Aikawa participó en la Stardom Mask Fiesta, en la que hizo su última aparición como Yuzupon Mask, formando equipo con Iotica, la enmascarada Io Shirai y la leyenda mexicana Mil Máscaras en un evento principal de seis equipos, en el que derrotaron a Black Tiger V, Mayucica y Passion Seven. El 29 de abril, Aikawa luchó su combate de retirada en el evento principal de Ryōgoku Cinderella, donde fue derrotada por Yoshiko.
El 26 de abril de 2014, Aikawa regresó a Stardom durante la Stardom Mask Fiesta 2014. Arbitró un combate con su personaje de Yuzupon Mask, ayudando a Mini Iotica a ganar un combate a cuatro bandas.
El 3 de marzo de 2021, Aikawa compitió en el Stardom All Star Dream Cinderella. Fue eliminada por la eventual ganadora Unagi Sayaka.

## Campeonatos y logros
- Nikkan Sports
  - Joshi Puroresu MVP (2011, 2012)[81][82]
  - Joshi Tag Team Award (2011) con Yoko Bito[81]
  - Joshi Fighting Spirit Award (2011)[81]
  - Joshi Newcomer Award (2010)[83]
- Tokyo Sports
  - Joshi Puroresu Grand Prize (2011, 2012)[2][84]
- World Wonder Ring Stardom
  - Goddess of Stardom Championship (1 vez) – con Yoko Bito[2][12]
  - Wonder of Stardom Championship (1 vez)[2][12]
  - 5★Star GP (2012)[12][44]
  - Goddesses of Stardom Tag League (2011) – con Yoko Bito[29]
  - 5★Star GP Award (1 vez)
    - 5★Star GP Best Match Award (2012) vs. Nanae Takahashi, el 17 de septiembre[44]

  - Stardom Year-End Award (4 veces)
    - Best Match Award (2012) vs. Nanae Takahashi, el 17 de septiembre y el 24 de diciembre[85][86]
    - Best Match Award (2013) vs. Yoshiko, el 29 de abril[87]
    - MVP Award (2011)
    - Outstanding Performance Award (2012)[85][86]